# سقوط آزاد (فیلم ۱۹۹۹)
«سقوط آزاد» (انگلیسی: Free Fall (1999 film)) فیلمی در ژانر اکشن است که در سال ۱۹۹۹ منتشر شد. از بازیگران آن می‌توان به جاکلین اسمیت و هایدن کریستنسن اشاره کرد.